# Senad Karahmet
Senad Karahmet (sinh 25 tháng 2 năm 1992) là một cầu thủ bóng đá Bosnia và Herzegovina thi đấu ở vị trí hậu vệ trái cho Mladost Doboj Kakanj.

## Sự nghiệp
Karahmet ra mắt ở Jupiler Pro League ngày 28 tháng 4 năm 2012 trong trận play-off sân nhà trước K. Lierse SK, KV Mechelen giành chiến thắng 4–3. Anh nằm trong đội hình xuất phát từ khi Antonio Ghomsi bị đuổi.